# Мірослав Калоусек
Мірослав Калоусек (чеськ. Miroslav Kalousek; нар. 17 грудня 1960, Табор, Південночеський край) — чеський політик, голова ліберально-консервативної партії TOP 09 з 2015 р.

## Життєпис
Калоусек закінчив Вищу школу хімічної технології в Празі. 
З 1993 по 1998 рр. Калоусек працював у Міністерстві оборони заступником міністра, відповідав за бюджет.
На парламентських виборах 1998 р. Калоусек отримав мандат члена парламенту від KDS-ČSL.
У 2003 р. Калоусек був обраний лідером KDS-ČSL і залишався на цій посаді до 2006 р. З 2007 до 2009 рр. Мірослав Калоусек був міністром фінансів Чехії.
У червні 2009 р. залишив лави KDS-ČSL і разом з Карелом Шварценбергом заснував партію TOP 09. З 2010 до 2013 рр. вдруге обіймав посаду міністра фінансів.